# Luc Julian Matthys
Luc Julian Matthys (* 3. Mai 1935 in Drongen; † 26. Januar 2021 in Tamworth, New South Wales) war ein belgisch-australischer Geistlicher und römisch-katholischer Bischof von Armidale.

## Leben
Luc Julian Matthys empfing nach seiner theologischen Ausbildung durch den Bischof von Johannesburg, Hugh Boyle, am 2. Dezember 1961 in Südafrika die Priesterweihe. Matthys war ab 1976 Seelsorger im australischen Erzbistums Melbourne und war ab 1998 Domdekan und Administrator der St. Patrick’s Cathedral in Melbourne.
Papst Johannes Paul II. ernannte ihn am 17. März 1999 zum Bischof von Armidale. Der Erzbischof von Sydney, Edward Bede Kardinal Clancy, spendete ihm am 14. Mai desselben Jahres die Bischofsweihe; Mitkonsekratoren waren Francesco Canalini, Apostolischer Nuntius in Australien, und Kevin Michael Manning, Bischof von Parramatta. Sein bischöflicher Wahlspruch war Deus incrementum dat. Matthys war das erste Mitglied der Australian Confraternity of Catholic Clergy, das zum Bischof ernannt wurde.
Am 7. Dezember 2011 nahm Papst Benedikt XVI. das von Luc Julian Matthys aus Altersgründen vorgebrachte Rücktrittsgesuch an. Er starb im Alter von 85 Jahren an seinem Altersruhesitz in Tamworth.